# Смирнов, Николай Николаевич (геолог)
Николай Николаевич Смирнов (1885—1972) — геолог, минералог, петрограф: заслуженный деятель науки РСФСР, доктор минералогии и геогнозии, профессор МГУ.

## Биография
Родился в г. Петербурге в семье инженера-строителя. Окончил курс 1-го Петербургского реального училища (1902) и осенью того же года поступил вольнослушателем на естественное отделение физико-математического факультета Санкт-Петербургского университета. Зачислен в число студентов университета (1903). Окончил университет с дипломом 1-й степени (1907) и был оставлен на кафедре геологии для подготовки к профессорскому званию. Сдал магистерские экзамены (1909) и был назначен на должность хранителя геологического кабинета при физико-математическом факультете Санкт-Петербургского университета. В 1910 г. был направлен в Швейцарский университет к профессору Дюпарку для специализации по петрографии. Избран приват-доцентом на кафедре геологии физико-математического факультета Московского университета (1911), кроме того, сверхштатным ассистентом кафедры минералогии Московского университета (1912); штатный ассистент (1913); старший ассистент кафедры минералогии (1914). Защитил диссертацию «Исследование явлений альбитизации в изверженных горных породах» на степень магистра минералогии и геогнозии в Московском университете (1914). Защитил диссертацию на степень доктора минералогии и геогнозии «Граниты Челябинска» в Донском университете (1917).
Профессор кафедры петрографии Московского университета (1918), заведующий кафедрой петрографии Московского университета (1918-1930). Профессор кафедры минералогии и геологии Московского института силикатов и стройматериалов (1930-1934) и Химико-технологического института им. Д. И. Менделеева, заведующий кафедрой минералогии и геологии Московского заочного института силикатной и строительной промышленности (1942-1945). 
Заслуженный деятель науки РСФСР (1947).
Опубликовал более 40 научных работ по вопросам региональной петрографии, рудным месторождениям Урала, технической петрографии. Занимался геологическими и петрографическими исследованиями на Южном Урале, в Донецком каменноугольном бассейне, Грузии и на Северном Кавказе, в Центральных районах европейской части СССР, главным образом в области распространения каменноугольных, юрских и четвертичных отложений: изучал щелочной массив Ильменских гор на Урале, проводил геологические и петрографические исследования в Армении, Грузии, Дагестане, Северной Осетии и Кабардино-Балкарии; изучал трахилипариты района Пятигорска; в области технической петрографии изучал микроструктуры изделий силикатной промышленности- огнеупорных изделий, фарфора, стекол, цемента.
Основные труды:
- О кристаллах из сталактитов стекловарной печи (1924),
- О некоторых глинах из продуктивного яруса Подмосковного карбона (1924),
- О породообразующих пироксенах и цеолитах горы Цхра-Цхаро в Закавказье (1924),
- К микроструктуре динасовых кирпичей. К микроструктуре шамотных кирпичей» (1926),
- К микроструктуре силикатного кирпича (1926),
- Подмосковные кирпичные глины (1926),
- К микроструктуре расстеклованных стёкол (1926),
- Государственный Ильменский минералогический заповедник (1927),
- Исследования в области силикатного кирпича (1928),
- Петрографические исследования в Подмосковном карбоне (Центральный район) (1930),
- Петрография асбестоцемента (1962).